# Крелль, Лоренц
Ло́ренц Фло́ренс Фри́дрих фон Крелль (нем. Lorentz Florens Friedrich von Crell; 21 января 1745, Хельмштедт — 7 июня 1816, Гёттинген) — немецкий медик, химик и издатель. Научные опыты Крелля, ярого сторонника теории флогистона, не оказали влияния на развитие химии; Крелль вошёл в историю как создатель, издатель и постоянный редактор крупнейшего в своё время германоязычного научного журнала Chemische Annalen («Анналы Крелля»).

## Биография
Лоренц Крелль родился и вырос в высокообразованной семье брауншвейгских медиков: его дед со стороны матери, хирург Лоренц Гейстер и его отец, анатом Иоганн Крелль были профессорами Гельмштедтского университета. Отец умер в 1747 году, мальчика воспитал дед. Через год после его смерти в 1759 году Крелль поступил в Гельмштедтский университет; девять лет спустя, летом 1768 года, он окончил его по классу медицины профессора Готфрида Байрейса. В дипломной работе, посвящённой «гнойным болезням», Крелль отрицал новейшие теории о гипотетических микроорганизмах и отстаивал «химическую» теорию самоотравления организма «летучей щёлочью» (аммиаком). В 1768—1770 годы Крелль продолжил образование в Эдинбурге и Лондоне, пытаясь понять механизмы разложения живых тканей; его научные интересы сосредоточились на химии. Вернувшись на родину, он обнаружил, что все места на кафедре медицины в родном университете заняты, и сумел выпросить у герцога Брауншвейгского лишь место преподавателя металлургии в Каролинуме. Крелль прослужил там три года, дополняя скудное университетское жалование медицинской практикой, изредка публиковал статьи по практической фармакологии и активно участвовал в местной масонской ложе, где обзавёлся выгодными связями. Вероятно, там же он приобрёл интерес к метафизике и естественной теологии.
В 1774 году Крелль вернулся в Хельмштедт и наконец получил там долгожданное место, которое некогда занимал его отец. В переписке с Альбрехтом фон Галлером (1777) он признавался в страстном желании войти в историю науки — и одновременно в неверии в собственные силы. Сомневаясь в себе как в учёном, Крелль составил план: достичь славы философа-метафизика через публикации на практические медицинские темы. Средством же этого должен был стать собственный журнал по образцу «Журнала для врачей» (нем. Magazin der Aerzte) Эрнста Готлиба Бальдингера. Поскольку ниша медицинского журнала уже была занята, Крелль избрал темой своего журнала химию.
Первый номер журнала, выпущенный в Лейпциге в 1778 году под названием «Химический журнал для друзей естествознания, фармакологии, домоводства и мануфактур» (нем. Chemische Annalen für die Freunde der Naturlehre, Arzneygelahrtheit, Haushaltungskunst und Manufakturen), был полностью написан Креллем и его ассистентом, доктором Денне, и состоял из переводов статей лондонских и берлинских журналов и «известий» Крелля о новейших открытиях в химии. Пожалуй, наиболее важным для науки в этом номере было описанный Креллем план издания. Первой, и главной, его задачей была публикация известий об открытиях — им Крелль отводил треть каждого номера. Важнейшие из этих опытов Крелль обещал повторить и проверить собственноручно. Вторая часть каждого номера отводилась перепечаткам статей из иностранных журналов, третья и последняя — научным обзорам публикаций. На фоне тысяч германоязычных журналов (только в 1780-е годы таковых возникло 1,225) креллевское издание отличалось особым вниманием к известиям иностранных учёных обществ. Вероятно, Крелль одним из первых понял, что немцы стали отставать в науке от французов и англичан; одним из средств сократить разрыв он считал своевременную публикацию известий о всех новейших открытиях. Впрочем, на страницах журнала он утверждал безоговорочное первенство родной, немецкой, науки.
Современники оценили идею, и к лету 1779 года в круг постоянных авторов креллевского журнала вошли Иоганн Фридрих Гмелин, Иоганн Кристиан Виглеб и другие естествоиспытатели. Гмелин взял на себя подготовку обзорной части журнала. К моменту выпуска третьего номера (начало 1780 года) Крелль не имел недостатка в оригинальных статьях; впрочем, далеко не все авторы были готовы или согласны на написание полноценных статей — для них, начиная с шестого номера, Крелль завёл в журнале раздел «учёной переписки». Предприятие его процветало; Крелль не брезговал ни открытой его рекламой в академической среде, ни очернением журналов-конкурентов. Начиная с весны 1781 года журнал выходил ежеквартально. Крелль поддерживал поток новых статей регулярной перепиской с множеством современников, в первую очередь — с университетской профессурой и секретарями учёных обществ, которые могли высылать «оптовые» подборки новейших материалов, и охотно делали это. Другой задачей этой переписки было получение заветных званий иностранных учёных обществ: Крелль их буквально коллекционировал, к началу 1784 года он числился членом двенадцати учёных обществ из Дании, Пруссии, Швеции, Шотландии и германских княжеств, в 1789 году — более двадцати. С 1786 г. становится почетным членом Российской Академии наук. Благодаря издательской активности он приобрёл, заслуженно или нет, репутацию первостатейного учёного; Александр фон Гумбольдт в молодости считал Крелля «лучшим химиком Германии». Впрочем, современники вроде Якоба Фридриха Эрхарта коллекционирование титулов не одобряли и авторитетом Крелля не считали.
В январе 1784 года Крелль изменил название журнала на Chemische Annalen и перешёл от ежеквартального выпуска к ежемесячному — с целью, по его словам, ускорить публикации и тем самым поддержать приоритет первооткрывателей. Год спустя поток статей вырос настолько, что в дополнение к «Анналам» пришлось выпустить журнал-приложение Beyträge zu den Chemische Annalen («Корреспонденция Химических Анналов») и сводный альманах Die neusesten Entdeckungen («Новейшие открытия»). Затем, к концу 1780-х годов, объём поступлений сократился, но по-прежнему оставался достаточным для ежемесячного выпуска «Анналов». Крелль, как и прежде, публиковал сведения об открытиях первым; в особенности он ставил себе в заслугу публикацию известий об открытии урана и циркония Мартином Генрихом Клапротом (1789). Он до конца своей профессиональной деятельности отказывался признавать кислородную теорию горения, полагая, что идея флогистона остаётся в силе и после открытий Лавуазье.
В 1804 году, вероятно, под давлением конкуренции, Крелль отошёл от дел и прекратил публикацию «Анналов». Eго журнал был поглощён более успешным Allgemeines Journal der Chemie («Всеобщим журналом химии») Адольфа Фердинанда Гелена.